# Remarques sur les fondements des mathématiques
Remarques sur les fondements des mathématiques (en allemand : Bemerkungen über die Grundlagen der Mathematik) regroupe les notes de Ludwig Wittgenstein sur la philosophie des mathématiques. Il a été traduit de l'allemand vers l'anglais par G. E. M. Anscombe, édité par G. H. von Wright et Rush Rhees, et publié pour la première fois en 1956. Les notes ont été écrites au cours des années 1937 à 1944 et quelques passages sont incorporés dans les Recherches philosophiques, qui ont été écrites plus tard. Le livre reçu de nombreuses critiques lors de sa parution principalement de la part de logiciens et de mathématiciens en activité, parmi lesquels Michael Dummett, Paul Bernays et Georg Kreisel. Aujourd'hui, les Remarques sur les fondements des mathématiques sont lues principalement par des philosophes intéressés par Wittgenstein.
La philosophie des mathématiques de Wittgenstein est exposée principalement par des exemples simples sur lesquels Wittgenstein élabore son propos. Le texte propose une analyse approfondie du concept de preuve mathématique et une exploration de l'affirmation de Wittgenstein selon laquelle les considérations philosophiques introduisent de faux problèmes en mathématiques. Wittgenstein dans les Remarques adopte une attitude du doute.
Un paragraphe des Remarques fut particulièrement controversé, portant sur les théorèmes d'incomplétude de Gödel. Plusieurs commentateurs ont interprété cela comme une incompréhension de Gödel par Wittgenstein,.

« J'imagine quelqu'un qui me demandant conseil ; il dit : « J'ai construit une proposition (j'utiliserai P pour la désigner) dans le symbolisme de Russell, et au moyen de certaines définitions et transformations, on peut l'interpréter de telle sorte qu'elle dise : 'P n'est pas prouvable dans le système de Russell'. Ne dois-je pas dire que cette proposition est d'une part vraie, et d'autre part indémontrable ? Car si elle est fausse, alors il est vrai qu'elle est prouvable. Et cela ne peut certainement pas être le cas ! Et si elle est prouvée, alors il est prouvé qu'elle n'est pas prouvable. Ainsi, elle ne peut être que vraie, mais indémontrable. »
De même que l'on peut se demander : « 'Prouvable' dans quel système ? », on doit aussi se demander : « 'Vrai' dans quel système ? ». Vrai dans le système de Russell signifie, comme on l'a dit, prouvé dans le système de Russell, et faux dans le système de Russell signifie que le contraire a été prouvé dans le système de Russell. Maintenant, que signifie « supposez que c'est faux » ? Dans le sens de Russell, cela signifie « supposez que le contraire soit prouvé dans le système de Russell » ; si c'est votre hypothèse, vous allez maintenant vraisemblablement abandonner l'interprétation selon laquelle elle est indémontrable. Et par cette interprétation, j'entends la traduction dans cette phrase : Si vous supposez que la proposition est prouvable dans le système de Russell, cela signifie qu'elle est vraie au sens de Russell, et l'interprétation « P n'est pas prouvable » doit à nouveau être abandonnée. Si l'on suppose que la proposition est vraie au sens de Russell, la même chose s'ensuit. De plus, si la proposition est supposée être fausse dans un sens autre que celui de Russell, alors il n'y a pas de contradiction à ce qu'elle soit prouvée dans le système de Russell. (Ce qui est appelé « perdre » aux échecs peut constituer une victoire dans un autre jeu.) »

Le débat tourne autour de l'affirmation clé : « Si l'on suppose que P est prouvable dans PM, alors on devrait abandonner la « traduction » de P donnée par la phrase « P n'est pas prouvable ». ».
Plusieurs écrits de Gödel dans son Nachlass mentionne sa propre antipathie pour Wittgenstein et la conviction que Wittgenstein a délibérément mal interprété les théorèmes. Certains commentateurs, comme Rebecca Goldstein, ont émis l'hypothèse que Gödel a développé ses théorèmes logiques en opposition à Wittgenstein.

## Éditions
- Remarques sur les fondements des mathématiques  (trad. Marie-Anne Lescourret), Gallimard, 1983 (ISBN 2-07-021693-4)